# 鈴木謙介
鈴木 謙介（すずき けんすけ 、1976年4月17日 - ）は、日本の社会学者。関西学院大学先端社会研究所副所長、社会学部教授、国際大学グローバル・コミュニケーション・センター客員研究員。専門は理論社会学。愛称はcharlie（チャーリー）。

## 来歴・人物
福岡県出身。母親が演劇部顧問の高等学校教員だった影響で、福岡大学附属大濠高等学校時代は演劇とバンドに明け暮れる生活を送った。親戚が早稲田大学出身ばかりであったため、1995年に早稲田大学第一文学部と早稲田大学第二文学部の入学試験を受験したものの不合格に終わり、國學院大學文学部に進学する。卒業論文の指導教員は民俗学者の倉石忠彦である。1999年に東京都立大学 大学院の入学試験を受けるも不合格となり、法政大学大学院社会学研究科社会学専攻修士課程に進学した。2004年東京都立大学大学院社会科学研究科社会学専攻博士課程単位取得退学し、この間複数のIT企業に勤務する。國學院大學在学中より社会学者の宮台真司に師事する。
2004年国際大学GLOCOM研究員・助手、首都大学東京都市教養学部非常勤講師、早稲田大学文化構想学部非常勤講師、2009年関西学院大学社会学部助教、2010年4月同准教授に昇格した。
現在はTBSラジオ「文化系トークラジオ Life」においてメイン・パーソナリティを務め、インターネット文化や消費文化など現代の社会問題について分析を行っている。

## 経歴
- 1976年 福岡市出身
- 1995年 福岡大学附属大濠高等学校卒業
- 1999年 國學院大學文学部卒業
- 2001年 法政大学大学院社会学研究科社会学専攻修士課程修了
- 2004年 東京都立大学 (1949-2011)大学院社会科学研究科社会学専攻博士課程単位取得退学
- 2004年 国際大学GLOCOM研究員・助手
- 2009年 関西学院大学社会学部助教
- 2010年 関西学院大学社会学部准教授
- 2024年関西学院大学社会学部教授

## SQ“かかわり”の知能指数
SQとは、EQ心の知能指数の模倣である。他者を思いやり絆を重視する価値観またはその指標。「魂の理解力」とも言われる。東日本大震災後の日本社会において顕著になった社会概念でもあり、同名の著書で2011年に提唱した。

## 著作

### 単著
- 『暴走するインターネット――ネット社会に何が起きているか』（イーストプレス 2002年）
- 『カーニヴァル化する社会』（講談社現代新書 2005年）
- 『〈反転〉するグローバリゼーション』（NTT出版 2007年）
- 『ウェブ社会の思想――〈遍在する私〉をどう生きるか』（日本放送出版協会 NHKブックス 2007年）
- 『サブカル・ニッポンの新自由主義―─既得権批判が若者を追い込む』（［ちくま新書］ 2008年）
- 『チャーリー式100Q/100A 「悩み方」を考える超・人生相談』(ランダムハウス講談社　2008年)
- 『SQ“かかわり”の知能指数』(ディスカヴァー・トゥエンティワン　2011年)
- 『ウェブ社会のゆくえ―<多孔化>した現実のなかで』(日本放送出版協会 NHKブックス　2013年)

### 共著
- 上野千鶴子・ 宮台真司・斎藤環・小谷真理ほか『バックラッシュ! なぜジェンダーフリーは叩かれたのか?』双風舎、2006年6月。ISBN 978-4902465099。
- 『わたしたち消費――カーニヴァル化する社会の巨大ビジネス』（幻冬舎新書 2007年）－電通消費者研究センターと共著
- 『文化系トークラジオlife』仲俣暁生,佐々木敦,柳瀬博一,斎藤哲也,津田大介,森山裕之共著 本の雑誌社 2007
- 『さよなら下流社会』松本哉, アスラン「若者アンケート」実行委員会共著 ポプラ社 2008
- 『日本を変える「知」 「21世紀の教養」を身に付ける』芹沢一也,荻上チキ編 飯田泰之,橋本努,本田由紀,吉田徹共著 光文社 2009
- 『ダメ情報の見分けかた メディアと幸福につきあうために』荻上チキ,飯田泰之共著 日本放送出版協会 生活人新書 2010
- 『文化系トークラジオLifeのやり方』長谷川裕, Life Crew 共著 TBSサービス 2013

## 出演番組
- 文化系トークラジオ Life （TBSラジオ、2006年10月7日 - ）
- 青春リアル （NHK教育）
- キャスト(ABC　関西ローカル)
- クローズアップ現代 （NHK総合、2015年2月10日）
- おはよう朝日です （朝日放送テレビ 関西ローカル 水曜日担当コメンテーター)